# Влатко III Косача
Влатко III Косача (р. 1518. - у. око 1591) је био титуларни херцег од светог Саве (лат. Dux Sancti Sabbae) из српске великашке породице Косача, а такође и млетачки племић. Као најстарији син Јована I Косаче (у. 1537), који је био члан млетачког Великог већа и Већа десеторице, Влатко је 1538. године и сам стекао право на учешће у раду млетачког Великог већа. Заједно са својом млађом браћом, од оца је наследио право на почасни херцешки наслов и приходе које је Дубровачка република исплаћивала припадницима породице Косача на име Конавоског дохотка, тако да је 1548. године тим поводом и лично боравио у Дубровнику. Током 1551. године, Влатко је боравио у Цариграду, одакле се вратио копненим путем, преко Софије и Новог Пазара, пристигавши средином августа у Дубровник. Пут у Цариград је предузео ради решавања разних имовинских питања са наследницима његовог потурченог рођака Ахмед-паше Херцеговића (у. 1517). По повратку у Венецију, Влатко се оженио племкињом Тадеом Белазио из Бреше, са којом је имао неколико синова и кћери. Умро је непосредно након 1591. године, а наследили су га синови Јован II Косача, Алфонсо и Хорације.
Након избијања Кипарског рата (1570-1573), млетачка влада је упутила Влатка у Котор, са задатком да као титуларни херцег од светог Саве допринесе ослобођењу суседних области у залеђу, које су својевремено, пре успостављања турске власти, припадале некадашњем Војводству Светог Саве. Током боравка у домовини својих предака, Влатко се састајао са народним главарима из околних области, а 1572. године је учествовао и у неуспелом млетачком покушају ослобађања Херцег-Новог. По завршетку рата (1573) вратио се у Венецију. Влатко је узимао учешће у друштвеном и културном животу Венеције, а међу његовим личним пријатељима био је и познати италијански хуманиста и књижевник Франческо Сансовино (у. 1586), који је 1575. године саставио похвалу у част Влатка, као херцега од светог Саве.
У најстаријем штампаном родослову породице Косача, који је објављен 1621. године у делу "Genealogia diversarum principum familiarum mundi incipiendo ab Adamo", саопштени су и основни подаци о венецијанском огранку, укључујући и помен Влатка III Косаче, а исти родослов је касније преузео и објавио француски историчар Шарл Дифрен (у. 1688).